# La Gonâve
L'illa de la Gonâve (en francès: Île de la Gonâve) és una illa d'Haití situada a l'oest de Port-au-Prince, al golf del mateix nom. L'illa és un arrondissement al Departament Oest, i inclou les comunes d'Ansé-à-Galets i de Pointe-à-Raquette.
La seua composició geològica és sobretot de pedra calcària, i té una longitud de 60 km per 15 km, i té una extensió de 745 km². L'illa és àrida i muntanyosa, i el seu pic més alt té 300 m. El seu sol rugós, estèril i sec impedeix el cultiu agrícola, i la població humana a l'illa és escassa. Va ser utilitzada com a base pels pirates.
El 1925, un militar nord-americà Faustin Wirkus va ser proclamat rei de l'illa amb el nom de Faustí II fins a 1929 quan va ser expulsat pel govern haitià.